# Трещина
Тре́щина — экстремальный дефект, представляющий собой области с полностью нарушенными межатомными связями (берега трещин) и частично нарушенными межатомными связями (вершина трещины). Поверхность раздела берегов называется фронтом трещины. Закономерности образования и роста трещин изучаются разделом физики твёрдого тела — механика разрушения твёрдых тел.
Поведение трещины в конструктивном элементе зависит от способности материала сопротивляться росту трещины, значений и характера приложенных нагрузок, влияния окружающей среды, длины трещины.
Скорость распространения трещины в материале может достигать 0,2 — 0,3 от скорости распространения звука в этой среде. Так, например, наибольшая скорость распространения наблюдается в алмазах — около 8 км/с.
Распространение трещины, которое есть разрушение межатомных связей вблизи трещины, сопровождается характерным (однако разным для различных материалов) звуком (треском — отсюда название). Такой звук называют акустической эмиссией.
В зависимости от расположения фронта трещины относительно приложенной нагрузки различают три типа трещин:

Трещина отрыва (I мода деформации)
Трещина сдвига (II мода деформации)
Трещина среза (III мода деформации)